# Stenasellus chapmani
Stenasellus chapmani là một loài chân đều trong họ Stenasellidae. Loài này được Magniez miêu tả khoa học năm 1982.